# Andreas Siekmann

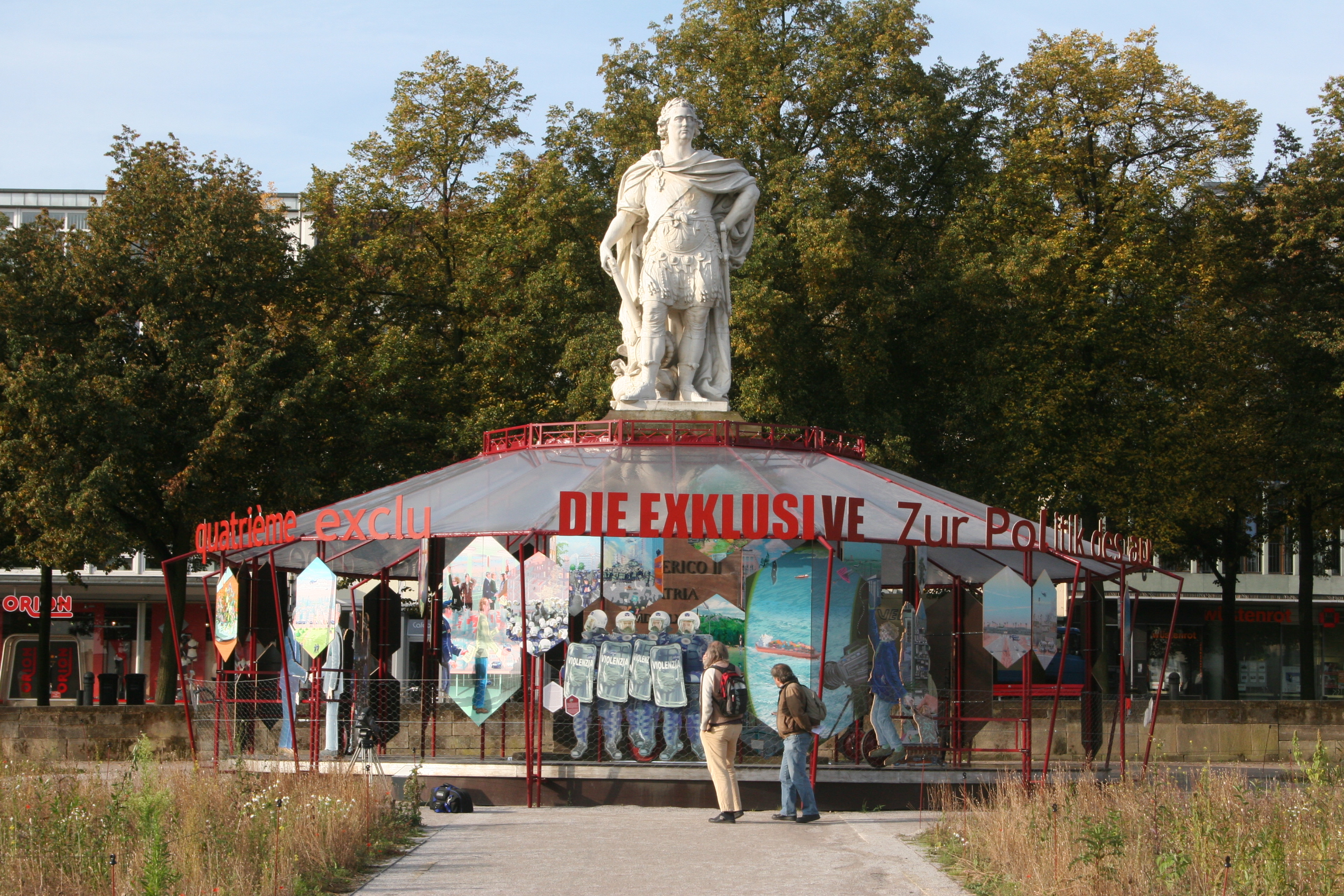
Andreas Siekmanns Beitrag zur documenta 12 in Kassel 2007: „Die Exklusive – Zur Politik des ausgeschlossenen Vierten“ rund um das Standbild des Landgrafen Friedrich II. von Hessen-Kassel

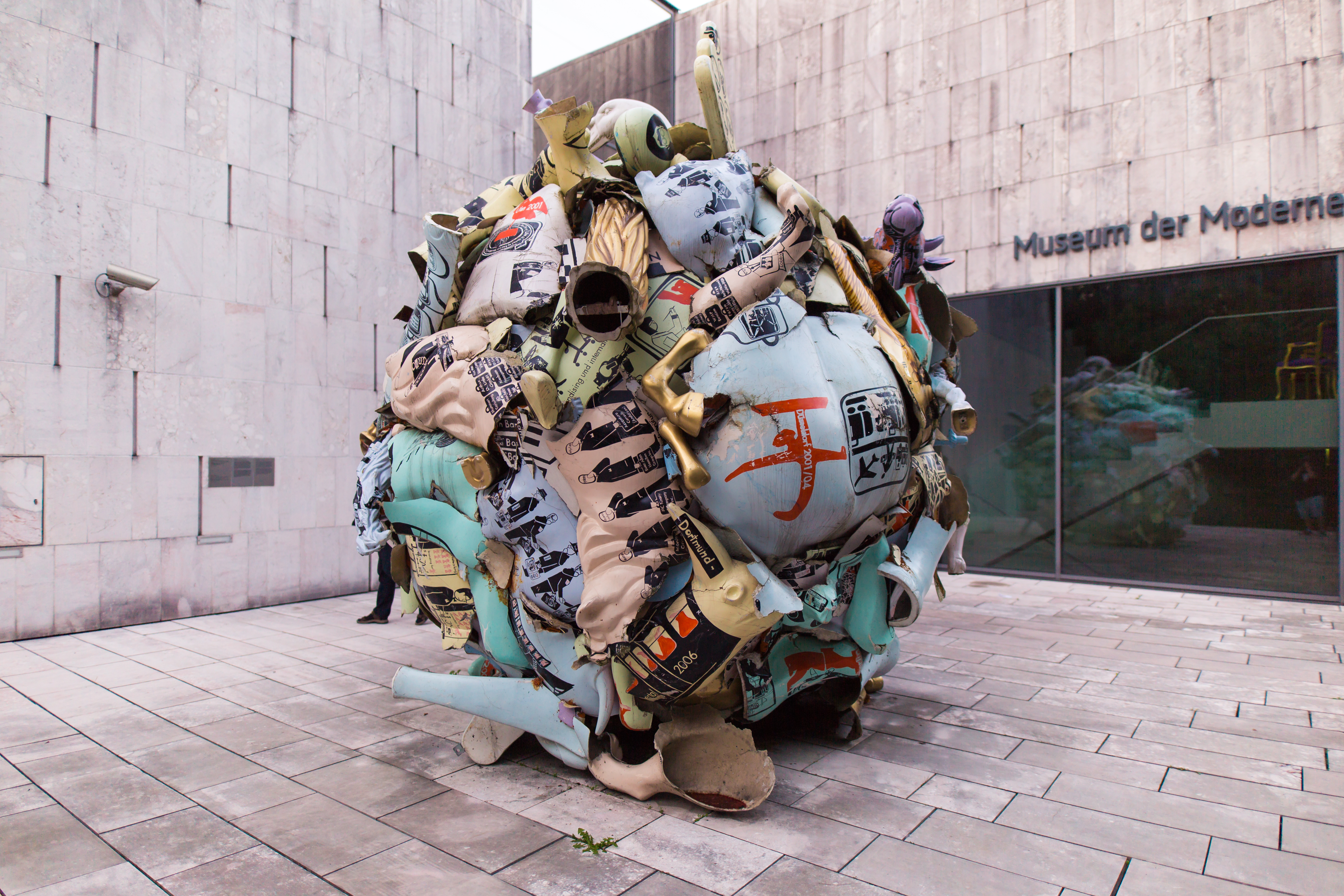
„Trickle down. Der öffentliche Raum im Zeitalter seiner Privatisierung“ in Salzburg

Andreas Siekmann (* 1961 in Hamm) ist ein deutscher Künstler (Zeichnungen, Malerei, Film, Objekte). In seinen Werken beschäftigt er sich mit der Ökonomisierung und Privatisierung des öffentlichen Stadtraumes. Seine Arbeiten stehen in der Tradition der Kölner Progressiven.

## Leben und Werk
Andreas Siekmann studierte an der Kunstakademie Düsseldorf.
2007 nahm er an der Documenta 12 und damit nach 2002 (Documenta11) zum zweiten Mal an einer documenta in Kassel teil, u. a. mit der Arbeit „Die Exklusive – Zur Politik des ausgeschlossenen Vierten“.
Bei den münsterschen Skulptur.Projekten thematisierte er 2007 mit „Trickle down. Der öffentliche Raum im Zeitalter seiner Privatisierung“ die Stadtkunst in Form von Buddy Bärs und ähnlichen Figuren, bei der der urbane Raum durch private Unternehmen vereinnahmt wird. Dafür zerdrückte er 13 Figuren mit Hilfe einer Schrottpresse und platzierte eine aus den Resten geformten Kugel zusammen mit der Presse vor dem Erbdrostenhof.
Gemeinsam mit der Künstlerin Alice Creischer realisierte Siekmann kuratorische Projekte wie Das Potosi Prinzip, Museo Nacional Centro de Arte Reina Sofia, Madrid (2010), Haus der Kulturen der Welt, Berlin, Museo Nacional de Arte, La Paz, (2011); Exargentina – Schritte zur Flucht von der Arbeit zum Tun, Museum Ludwig Köln (2004), Palais de Glace Buenos Aires (2006); Die Gewalt ist der Rand aller Dinge, Generali Foundation (2002) in Wien.
Andreas Siekmann lebt und arbeitet in Berlin.

## Preise und Auszeichnungen
- 2016: Konrad-von-Soest-Preis.[1]

## Ausstellungen (Auswahl)
- 2009: Modernologies, Museu d’Art Contemporani di Barcelona; Barcelona, Spanien
- 2010: Aus: Gesellschaft mit beschränkter Haftung/From: Limited Liability Company 1996-2006 im Gustav-Lübcke-Museum (Hamm)
- 2011: Serious Games. Krieg – Medien – Kunst, Mathildenhöhe Darmstadt
- 2012 Verhandlungen unter Zeitdruck, Aus: Faustpfand, Treuhand und die unsichtbare Hand (2005–2008), Museum Abteiberg Mönchengladbach, Mönchengladbach
- Vor dem Gesetz. Skulpturen der Nachkriegszeit und Räume der Gegenwartskunst, Museum Ludwig, Köln
- 2013: Zur Aktualisierung des Atlasses von Arntz und Neurath zusammen mit Alice Creischer im K' Zentrum Aktuelle Kunst (Bremen)
- Liebe ist kälter als das Kapital, Kunsthaus Bregenz, Bregenz, Österreich
- 2014: In the Stomach of the Predators, Galerie Barbara Weiss, Berlin; BAK Utrecht, Niederlande